# František Ptáčník
František Ptáčník (ur. 27 lutego 1962 w Pilźnie) – czeski lekkoatleta, sprinter, medalista halowych mistrzostwach Europy w 1987. W czasie swojej kariery reprezentował Czechosłowację. 

## Kariera sportowa
Odpadł w półfinale biegu na 100 metrów i eliminacjach biegu na 200 metrów na mistrzostwach Europy juniorów w 1979 w Bydgoszczy. Wystąpił na zawodach „Przyjaźń-84” rozgrywanych w Moskwie dla lekkoatletów z państw bojkotujących igrzyska olimpijskie w 1984 w Los Angeles, na których zajął 7. miejsce w biegu na 100 metrów oraz 4. miejsce w sztafecie 4 × 100 metrów. Zajął 6. miejsce w finale biegu na 60 metrów na halowych mistrzostwach Europy w 1985 w Pireusie.
Na halowych mistrzostwach Europy w 1987 w Liévin zdobył brązowy medal; w biegu na 60 metrów, ex aequo z Włochem Antonio Ullo, przegrywając jedynie z Marianem Woroninem z Polski i Pierfrancesco Pavonim z Włoch. 
Był mistrzem Czechosłowacji w biegu na 100 m metrów w 1984 i w sztafecie 4 × 100 metrów w 1983, a w hali mistrzem w biegu na 60 metrów w latach 1985–1987 i wicemistrzem na tym dystansie w 1983.
17 sierpnia 1984 w Moskwie wyrównał rekord Czechosłowacji w biegu na 100 metrów, osiągając czas 10,35 s, a 17 czerwca 1985 w v poprawił ten rekord z czasem 10,25 s. Był również halowym rekordzistą Czechosłowacji w biegu na 50 metrów z czasem  5,73 s uzyskanym w Pradze 26 stycznia 1985 oraz w biegu na 60 metrów z rezultatem 6,58 s (21 lutego 1987 w Liévin. Były to najlepsze wyniki w jego karierze. Rekord życiowy Ptáčníka w biegu na 200 metrów wynosił 21,27 s, ustanowiony w 1984, a w skoku w dal 7,48 m (z 1980).

## Rodzina
Jego córka Jiřina Ptáčníková była również znaną lekkoatletką specjalizującą się w skoku o tyczce, mistrzynią Europy z 2012.